# گل پول
گل پول (کره‌ای: 돈꽃; لاتین‌نویسی اصلاح‌شده: Donkkot) یک مجموعهٔ تلویزیونی کره جنوبی سال ۲۰۱۷ با بازی جانگ هیوک، پارک سه-یونگ و جانگ سونگ-جو است. این مجموعه از ۱۱ نوامبر ۲۰۱۷ تا ۳ فوریه ۲۰۱۸، شنبه‌ها ساعت ۲۰:۴۵ (کی‌اس‌تی) از ام‌بی‌سی پخش شد.

## بازیگران

### اصلی
- جانگ هیوک در نقش کانگ پیل جو / جانگ اون چون / جو این هو (۳۷ ساله): مدیر عامل و وکیل در چونگ آ گروپ
- پارک سه یونگ در نقش نا مو هیون (۳۵ ساله): فعال محیط زیست و معلم علوم
- جانگ سونگ-جو در نقش جانگ بو چون (۳۷ ساله): فرزند خانواده شرکت چونگ آ گروپ
- لی می-سوک در نقش جونگ مال ران (۵۹ ساله): عروس جانگ کوک هوان و مادر جانگ بو چون
- لی سون جه در نقش جانگ کوک هوان (۸۹ ساله): بنیان‌گذار چونگ آ گروپ
- هان سو-هی در نقش یون سو وون (۳۵ ساله): یک کارمند در چونگ آ گروپ